# Mimoxylotoles
Mimoxylotoles is een kevergeslacht uit de familie van de boktorren (Cerambycidae). De wetenschappelijke naam van het geslacht werd voor het eerst geldig gepubliceerd in 1962 door Breuning.

## Soorten
Mimoxylotoles is monotypisch en omvat slechts de volgende soort:
- Mimoxylotoles norfolkensis Breuning, 1962